# ハゴロモヅル

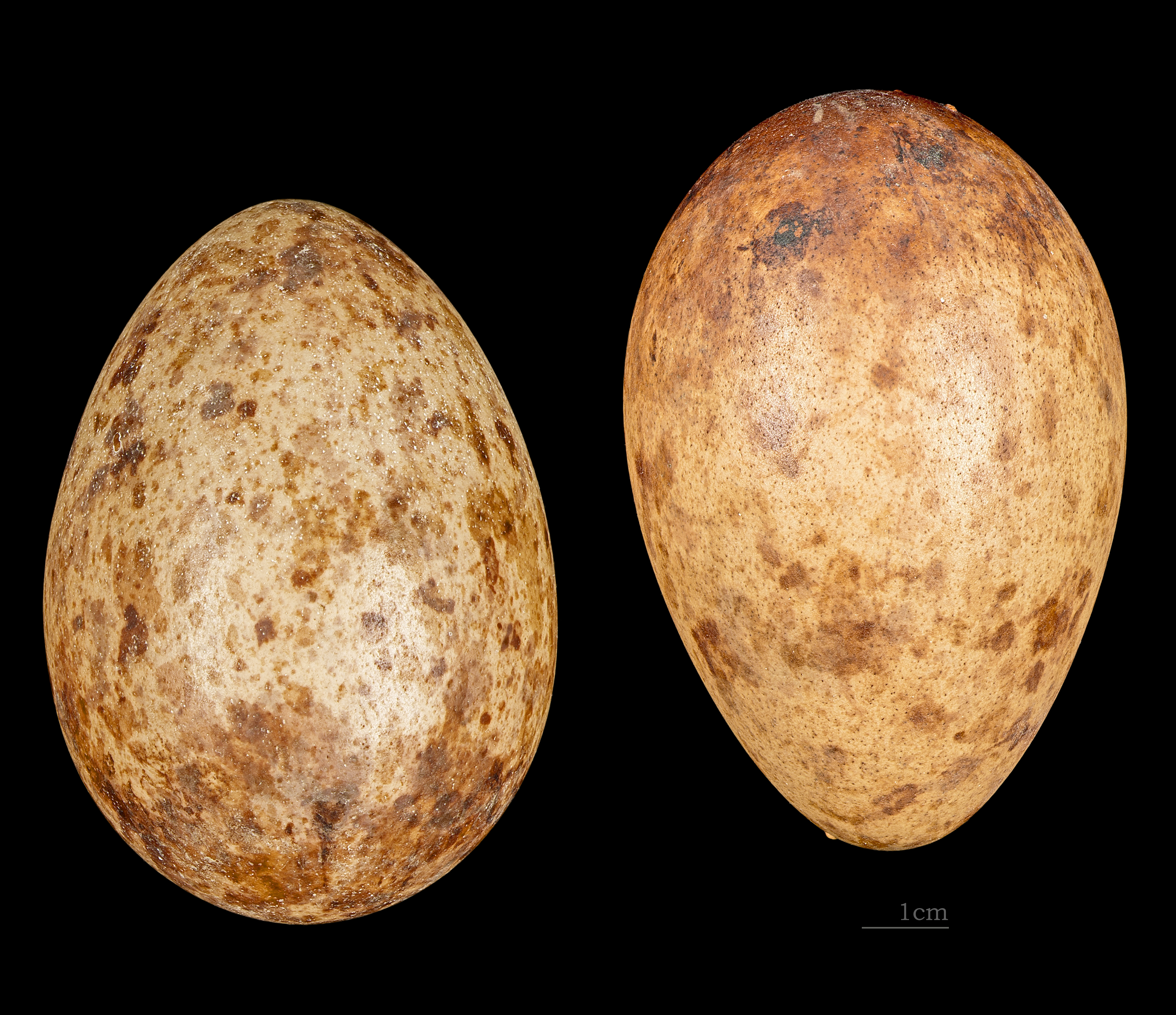
Grus paradisea

ハゴロモヅル（羽衣鶴、Grus paradisea）は、ツル目ツル科ツル属に分類される鳥類。

## 分布
スワジランド、ナミビアの一部、南アフリカ共和国

## 形態
全長100センチメートル。頭部や頸部が羽毛で覆われ、皮膚が裸出しない。前頸から胸部にかけての羽毛は伸長する。全身の羽衣は淡青灰色。頭頂や眼先の羽衣は白や灰白色。三列風切が伸長し、地面に達する。次列風切や三列風切の先端は黒い。
虹彩は褐色。嘴はピンクがかった黄色。後肢は黒い。気管は鎖骨の間を曲がりくねる。

## 生態
高原にある水場周辺の乾燥した草原に生息する。夜間は水場で休む。
食性は動物食傾向の強い雑食で、昆虫、甲殻類、魚類、小型爬虫類、種子などを食べる。
繁殖形態は卵生。乾燥した地表（湿原に巣を作った例もあり）に直接もしくは石や草を敷いた巣に、南アフリカ共和国の個体群は10-12月に1回に1-3個（主に2個）の卵を産む。雌雄交代で抱卵し、抱卵期間は30-33日。

## 人間との関係
農作物を食害する害鳥とみなされることもある。
開発による生息地の破壊、害鳥としての駆除などにより生息数は激減している。1993年における生息数は21,000羽未満と推定されている。